# Tanguy en Laverdure
Tanguy en Laverdure (Frans: Les aventures de Tanguy et Laverdure) is een Frans-Belgische stripreeks over de avonturen van twee vliegtuigpiloten, Michel Tanguy (in de eerste Nederlandse uitgaven: Mick Tangy) en Ernest Laverdure.
In Nederland werd de serie aanvankelijk door Oberon uitgebracht onder de titel Tangy en Laverdure, dus met een ontbrekende u in de naam van Tanguy. De volgorde van de uitgebrachte titels was ook verschillend.

## Personages
De twee hoofdpersonages Tanguy en Laverdure zijn zeer verschillend. Wel zijn beide piloten dikke vrienden en uitstekende vliegers.

### Michel Tanguy
Michel Tanguy is de serieuze held, altijd correct, integer en zonder fouten. In de serie klimt hij op van luitenant tot majoor. Zijn grote vriend Laverdure noemt hem regelmatig 'padvinder' omdat hij altijd bezig is Laverdure uit de problemen te helpen. De vader van Tanguy is ook jachtvlieger geweest en komt in de eerste avonturen van Tanguy voor als piloot. Ondanks zijn knappe uiterlijk is Tanguy geen echte vrouwenman. De romantische avonturen zijn meer weggelegd voor Laverdure. Als Tanguy weleens verliefd is, eindigt de romance meestal in een tragedie en komt de dame in kwestie om.

### Ernest Laverdure
Michels collega, Ernest Laverdure, is onhandig, lichtzinnig, snel verliefd en haalt dolle streken uit. Qua uiterlijk lijkt hij wel wat op zijn geestelijke vader Uderzo in diens jongere jaren. Laverdure maakt net als Tanguy promotie en heeft als eindrang de rang van kapitein. Laverdure is duidelijk voor de 'comic relief' in de serie geschreven. Omdat hij echter niet de brave held speelt, heeft hij meer karakter dan de altijd brave Tanguy. Vooral als er een dame in het spel is, gaat Laverdure compleet los en vaak zorgen zijn verliefdheden voor grote problemen.

## Geschiedenis
Deze reeks verscheen in het Franse striptijdschrift Pilote, vanaf het eerste nummer daarvan op 22 oktober 1959.  Het verhaal was bedacht door de Belg Jean-Michel Charlier, die zelf een piloot was en nog voor Sabena had gevlogen, en werd getekend door de Fransman Albert Uderzo. Uderzo was ook de tekenaar van de strips Hoempa Pa en Asterix. Deze strips waren getekend in een meer karikaturale stijl. Hoewel Uderzo op zich wel plezier beleefde aan het tekenen van de vliegtuigen uit de strip, lag zijn hart meer bij Asterix. Maar omdat het jonge blad Pilote, dat hij had helpen oprichten, behoefte had aan nieuwe strips tekende Uderzo een aantal albums over de Franse piloten.
Qua thematiek was de serie een tegenhanger van de stripreeksen Buck Danny en Dan Cooper, die resp. verschenen in de Belgische striptijdschriften Spirou (Robbedoes) en Tintin (Kuifje). Jean-Michel Charlier was sedert 1947 al scenarist van Buck Danny. In Gevaar op Groenland vindt een ontmoeting plaats tussen Michel Tanguy en Buck Danny. Omgekeerd zijn er in de Buck Danny-albums "Blauwe Engelen" en "De piloot met het leren masker" diverse tekeningen aan Tanguy en Laverdure gewijd. 
In 1967 wilde Uderzo zich volledig gaan wijden aan Asterix en nam Jijé (Joseph Gillain) de tekenpen over. In Nederland is de strip verschenen in stripweekbladen Pep, Eppo en Wham!. Na het derde door Jijé getekende verhaal verdween de strip uit Pep.
Later werkte Patrice Serres samen met Jijé aan de strip. Na de dood van de laatste in 1980 nam Serres al het tekenwerk op zich. Hij werd later opgevolgd door Alexandre Coutelis en Yvan Fernandez. Jean-Michel Charlier schreef ook een roman over Tanguy en Laverdure, L'Avion qui tuait ses Pilotes die in 1971 verscheen met illustraties van Jijé. Na de dood van Jean-Michel Charlier in 1989 werd de reeks stopgezet, tot er een nieuw verhaal verscheen in 2002, geschreven door Jean-Claude Laidin en getekend door Yvan Fernandez.

## Verhalen

### Albums in de reguliere reeks
De eerste 25 verhalen (albums) werden heruitgegeven in 10 integralen vanaf 2014 t/m 2021. In de negende integrale wordt de volgorde van het verschijnen van de albums niet gevolgd. Na het twintigste album volgen twee verhalen waaraan Jijé nog meegewerkt heeft, maar dit zijn korte verhalen en een verhaal dat zich in het verleden afspeelt. Het 23e album is een vervolg op het twintigste en is daarom in deze integrale opgenomen. 
| Nr. | Nr. (Oberon) | Album                            | Jaar (F/NL) | Integrale                                 | Verhaal              | Tekenaar                                  |
| --- | ------------ | -------------------------------- | ----------- | ----------------------------------------- | -------------------- | ----------------------------------------- |
| 1.  | 1.           | De verloren raket                | 1961        | 1. De vliegschool van Meknès (2014)       | Jean-Michel Charlier | Albert Uderzo                             |
| 2.  | 2.           | Eerherstel voor een lafaard      | 1962        | 1. De vliegschool van Meknès (2014)       | Jean-Michel Charlier | Albert Uderzo                             |
| 3.  | 3.           | Gevaar in de Lucht               | 1963        | 2. Het escadrille van de ooievaars (2015) | Jean-Michel Charlier | Albert Uderzo                             |
| 4.  | 4.           | Spionnen en Sabotage             | 1964        | 2. Het escadrille van de ooievaars (2015) | Jean-Michel Charlier | Albert Uderzo                             |
| 5.  | 5.           | Mirages te koop                  | 1965        | 2. Het escadrille van de ooievaars (2015) | Jean-Michel Charlier | Albert Uderzo                             |
| 6.  | 6.           | Gevaar op Groenland              | 1966        | 3. Koers nul (2015)                       | Jean-Michel Charlier | Albert Uderzo                             |
| 7.  | 7.           | Geheime basis                    | 1967        | 3. Koers nul (2015)                       | Jean-Michel Charlier | Albert Uderzo                             |
| 8.  | 8.           | Luchtpiraten                     | 1967        | 3. Koers nul (2015)                       | Jean-Michel Charlier | Albert Uderzo, Marcel Uderzo, Jean Giraud |
| 9.  | 9.           | De zwarte engelen                | 1968        | 4. Geheime missies (2015)                 | Jean-Michel Charlier | Jijé                                      |
| 10. | 10.          | Speciale opdracht                | 1968        | 4. Geheime missies (2015)                 | Jean-Michel Charlier | Jijé                                      |
| 11. | 17.          | Bestemming Stille Zuidzee        | 1969        | 5. Opdracht in Polynesië (2016)           | Jean-Michel Charlier | Jijé, Daniel Chauvin                      |
| 12. | 18.          | Gevaar op Mururoa                | 1969        | 5. Opdracht in Polynesië (2016)           | Jean-Michel Charlier | Jijé, Daniel Chauvin                      |
| 13. | 11.          | Luitenant Boemboem               | 1970        | 6. Trammelant in de woestijn (2016)       | Jean-Michel Charlier | Jijé, Daniel Chauvin                      |
| 14. | 12.          | Strijd in de woestijn            | 1970        | 6. Trammelant in de woestijn (2016)       | Jean-Michel Charlier | Jijé, Daniel Chauvin                      |
| 15. | 13.          | De vleugels van de vampier       | 1971        | 7. De maand van de vampier (2017)         | Jean-Michel Charlier | Jijé, Daniel Chauvin                      |
| 16. | 14.          | Het hol van de vampier           | 1971        | 7. De maand van de vampier (2017)         | Jean-Michel Charlier | Jijé, Daniel Chauvin                      |
| 17. | 15.          | Gevaarlijke opdracht             | 1972        | 8. Evacuatie uit Sarrakat (2017)          | Jean-Michel Charlier | Jijé                                      |
| 18. | 16.          | De verdwenen DC-8                | 1973        | 8. Evacuatie uit Sarrakat (2017)          | Jean-Michel Charlier | Jijé, Patrice Serres                      |
| 19. |              | Het geheimzinnige Delta-squadron | 1979        | 9. Delta airways (2018)                   | Jean-Michel Charlier | Jijé                                      |
| 20. |              | Operatie Donder                  | 1981        | 9. Delta airways (2018)                   | Jean-Michel Charlier | Jijé, Patrice Serres                      |
| 23. |              | De helse vlucht                  | 1982        | 9. Delta airways (2018)                   | Jean-Michel Charlier | Patrice Serres                            |
| 24. |              | De spion uit de wolken           | 1984        | 10. Overvliegen verboden (2021)           | Jean-Michel Charlier | Patrice Serres                            |
| 25. |              | Verboden zone                    | 1988        | 10. Overvliegen verboden (2021)           | Jean-Michel Charlier | Al Coutelis                               |

| Nr. | Album                | Jaar (F/NL) | Opgenomen in Integrale                                              | Verhaal              | Tekenaar             |
| --- | -------------------- | ----------- | ------------------------------------------------------------------- | -------------------- | -------------------- |
| 21. | De eerste opdrachten | 1981        | 4. Geheime missies (2015)/ 5. Opdracht in Polynesië (2016)          | Jean-Michel Charlier | Jijé, Daniel Chauvin |
| 22. | De stoorzender       | 1982        | 5. Opdracht in Polynesië 2016)/ 6. Trammelant in de woestijn (2016) | Jean-Michel Charlier | Jijé, Daniel Chauvin |

| Nr. | Album                          | Jaar (F/NL) | Verhaal                            | Tekenaar                                                  |
| --- | ------------------------------ | ----------- | ---------------------------------- | --------------------------------------------------------- |
| 26. | Gevangene van de Serviërs      | 2002/2013   | Jean-Claude Laidin                 | Yvan Fernandez                                            |
| 27. | Operatie Opium                 | 2005/2014   | Jean-Claude Laidin                 | Renaud Garreta                                            |
| 28. | Vlucht 501                     | 2012/2016   | Jean-Claude Laidin                 | Yvan Fernandez                                            |
| 29. | Klopjacht in Guyana            | 2015/2016   | Jean-Claude Laidin                 | Frédéric Toublanc, Julien Lepelletier, Sébastien Philippe |
| 30. | De Derde Factor                | 2017/2019   | Jean-Claude Laidin                 | Yvan Fernandez                                            |
| 31. | Zanddiamanten                  | 2018/2021   | Patrice Buendia, Frédéric Zumbiehl | Sébastien Philippe                                        |
| 32. | De sabel van de woestijn       | 2018/2021   | Patrice Buendia, Frédéric Zumbiehl | Sébastien Philippe                                        |
| 33. | Terug naar de Ooievaars        | 2019/2023   | Patrice Buendia, Frédéric Zumbiehl | Sébastien Philippe                                        |
| 34. | Tanguy tegen Laverdure         | 2021/2024   | Patrice Buendia, Frédéric Zumbiehl | Sébastien Philippe                                        |
| 35. | Een vage grens                 | 2022/2025   | Patrice Buendia, Frédéric Zumbiehl | Sébastien Philippe                                        |
| 36. | Rood getij in de Zwarte Zee ** | 2023        | Patrice Buendia, Frédéric Zumbiehl | Sébastien Philippe                                        |

Album met * in voorbereiding (NL).
Album met ** tot nu toe alleen in het Frans verschenen.

### Albums in de "Classic" reeks
In 2016 werd begonnen met een "classic" reeks gebaseerd op oude verhalen van Jean-Michel Charlier, bewerkt door Patrice Buendia. De tekenaar is Matthieu Durand. Na deze verhalen (albums 1+2) volgen er nieuwe tweeluiken met een nieuw verzonnen verhaal, gebaseerd op ware feiten.
| Nr. | Album                                     | Jaar (F/NL) | Verhaal                               | Tekenaar       |
| --- | ----------------------------------------- | ----------- | ------------------------------------- | -------------- |
| 1.  | De bedreigde Mirage F1                    | 2016/2017   | Jean-Michel Charlier, Patrice Buendia | Mathieu Durand |
| 2.  | Het vliegtuig dat zijn piloten vermoordde | 2018/2018   | Jean-Michel Charlier, Patrice Buendia | Mathieu Durand |
| 3.  | Vuurgevecht in de Alpen                   | 2019/2020   | Patrice Buendia, Hubert Cunin         | Mathieu Durand |
| 4.  | De piloot die te veel wist*               | 2021/2024   | Patrice Buendia, Hubert Cunin         | Mathieu Durand |
| 5.  | Het mysterie van het gele zwaard**        | 2023        | Patrice Buendia                       | Mathieu Durand |
| 6.  | Achtervolging in Canada**                 | 2024        | Patrice Buendia                       | Mathieu Durand |

Album met * in voorbereiding (NL). Album met ** tot nu toe alleen in het Frans verschenen.

### Korte verhalen
Waar bekend zijn tekenaar, schrijver en naam van het boek waarin het verhaal verscheen vermeld.
- Eerste opdracht - Jijé (PepParade 1)
- Solovlucht - Jijé (PepParade 1)
- Valstrik voor een piloot - Charlier en Jijé (PepParade 2)
- Overval in de lucht - Charlier en Jijé (PepParade 2)
- De saboteur - Jijé (PepParade 3)
- Contra-spionage - Charlier en Jijé (PepParade 3)
- De stoorzender - Charlier en Jijé (PepParade 4)
- Golflengte 268.5 - Charlier en Jijé (PepParade 4)
- Spionnen in de Sahara - Charlier en Jijé (PepParade 5)

## Bewerkingen
Er werd ook een televisieserie rond de twee personages gemaakt, onder de titel Les Chevaliers du Ciel. Deze werd in 1967 uitgezonden op de Franse televisie. Een vervolgserie, Les Nouveaux Chevaliers du Ciel, werd op TF1 uitgezonden in 1988.
In 2005 verscheen de film Les Chevaliers du ciel geregisseerd door Gérard Pirès. Deze film was losjes gebaseerd op deze stripreeks.

## De vliegtuigen

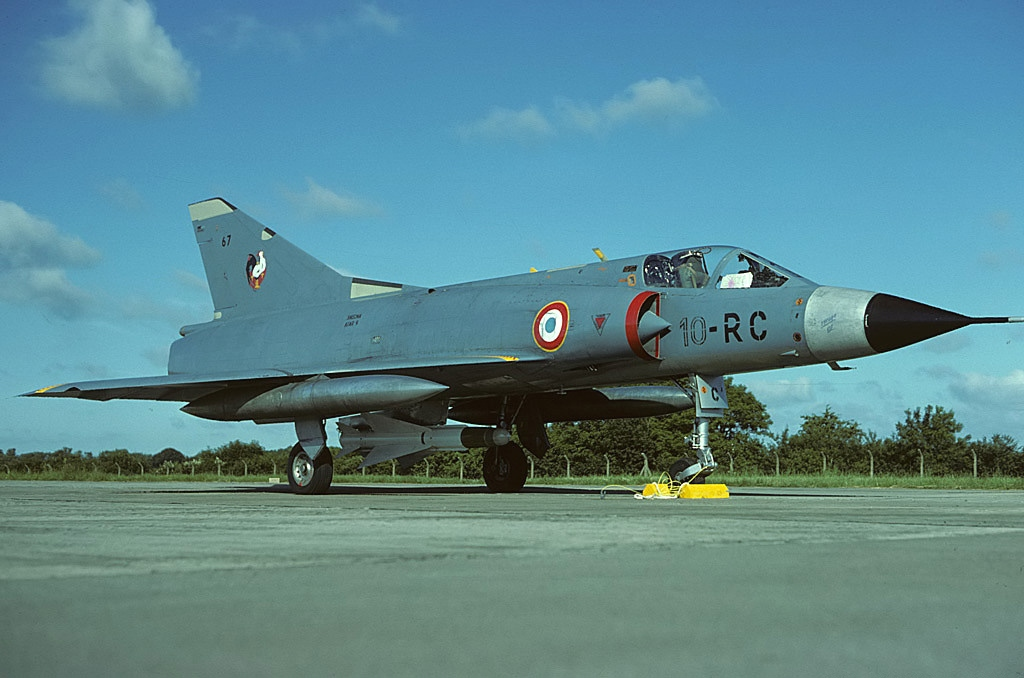
Mirage III C

Aangezien de twee piloten werkzaam zijn bij de Franse luchtmacht staan in de meeste verhalen de Dassault Mirage III en  Dassault Mirage IV centraal. Overige belangrijke vliegtuigen in de verhalen zijn o.a. Fouga Magister, Lockheed T-33, Dassault Super Mystère B2, Max-Holste MH-1521 Broussard, Douglas DC-6, Consolidated PBY Catalina en Supermarine Spitfire.